# Ctiboř (ort i Tjeckien, Plzeň)
Ctiboř är en ort i Tjeckien.   Den ligger i regionen Plzeň, i den västra delen av landet, 130 km väster om huvudstaden Prag. Ctiboř ligger 593 meter över havet och antalet invånare är 338.
Terrängen runt Ctiboř är platt åt nordost, men åt sydväst är den kuperad. Terrängen runt Ctiboř sluttar österut. Runt Ctiboř är det ganska glesbefolkat, med 24 invånare per kvadratkilometer. Närmaste större samhälle är Tachov, 3,9 km söder om Ctiboř. Omgivningarna runt Ctiboř är en mosaik av jordbruksmark och naturlig växtlighet.